# Visconde de Merceana
Visconde de Merceana é um título nobiliárquico criado por D. Carlos I de Portugal, por Decreto de 11 de Outubro de 1895, em favor de José de Meneses Correia de Sá.
Titulares
1. José de Meneses Correia de Sá, 1.° Visconde de Merceana.

Após a Implantação da República Portuguesa, e com o fim do sistema nobiliárquico, usaram o título: 
1. Artur de Meneses Correia de Sá, 2.° Visconde de Merceana;
2. José Manuel Alzina de Meneses Correia de Sá, 3.° Visconde de Merceana.